# Serres de Pàndols-Cavalls
Les serres de Pàndols-Cavalls constitueixen la prolongació natural, vers el nord-est, dels Ports amb els quals formen una unitat geològica de notable entitat i complexitat. Ambdues serres formen un conjunt immillorable d'interès natural de gran extensió. L'Espai acull una bona mostra de les terres baixes i més meridionals de les serres prelitorals, amb singularitats geològiques remarcables. Presenta algunes formacions de gran valor paisatgístic, amb corrents d'aigua i gorgues profundes. Cal remarcar que constitueix un espai de transició entre el país de l'alzinar litoral i del carrascar continental amb bones mostres de fauna de muntanya mediterrània.

## Medi físic
L'Espai tanca pel sud-oest la Cubeta de Móra i posa en contacte les serres prelitorals amb les petites elevacions muntanyoses que clouen la depressió de l'Ebre. És una continuació de les terres de l'interior de les parts baixes dels Ports. El paisatge de Pàndols i Cavalls acull una bona mostra dels elements naturals de Catalunya, així com algunes singularitats geològiques especialment remarcables. Les dues serres formen unitats geomorfològiques ben manifestes, sense assolir grans altures (705 m a Pàndols i 660 a Cavalls) amb un relleu abrupte i esquerp.
La zona central de l'Espai està constituïda per roca calcària i dolomies juràssiques i, a l'extrem nord-oriental, hi apareixen argiles i calcàries del triàsic. El predomini de la roca calcària ha determinat la formació de nombroses formes càrstiques: coves i avencs; també corrents d'aigua, com el riu Canaletes, que formen estrets congosts que parteixen l'estructura de les serres; i gorgues profundes d'una gran singularitat geològica com la Fontcalda.

## Biodiversitat
Aquest Espai acull una bona mostra dels sistemes naturals de les terres més baixes i més meridionals de les serralades prelitorals. Constitueix un espai de transició entre l'alzinar litoral i el carrascar continental i presenta algunes singularitats geològiques especialment remarcables. Les serres de Pàndols i Cavalls constitueixen un espai de transició entre el país de l'alzinar litoral i el de carrascar continental. La vegetació dels indrets més humits té poca importància i resta refugiada en ambients especials com, per exemple, les comunitats rupícoles dels degotalls calcaris (Eucladio- Adiantetum).
El paisatge actual que hi predomina són les pinedes secundàries de pi blanc (Pinus halepensis) i, molt localment, en alguna obaga humida, la de pinassa (Pinus nigra). Però, a gran part del territori, les pinedes acompanyen les brolles calcícoles de romaní i bruc d'hivern, la brolla de romaní i maleïda (Genisto-Cistetum clusii) i la brolla amb bufalaga tintòria (Erico-Thymelaeetum tinctoriae), que alternen amb algunes clapes de garriga. Les màquies litorals de garric i margalló (Querco-Pistacietum lentisci) poden aparèixer puntualment als repeus orientals de les serres. Els boscos climàcics, com l'alzinar litoral i el carrascar, pràcticament han desaparegut i només apareixen molt fragmentàriament a les parts altes de les serres.En general l'Espai presenta un grau de continentalitat més acusat que els Ports, factor que es tradueix en un augment progressiu dels elements indicadors d'aquesta (carrascars, brolles continentals, etc.).
La fauna d'aquest Espai presenta les mateixes característiques que la dels Ports, amb espècies de notable interès com la cabra salvatge (Capra pyrenaica hispanica), el siboc (Caprimulgus ruficollis), la gralla de bec vermell (Pyrrhocorax pyrrhocorax), el còlit negre (Oenanthe leucura) o l'ofegabous (Pleurodeles waltl).

## Protecció
L'Espai Natural Protegit dels Serres de Pàndols-Cavalls va ser incorporat al PEIN pel Decret 328/1992, pel qual s'aprovava el PEIN. L'Espai va ser declarat per primera vegada com a LIC el 1997 i com a Zona d'especial protecció per a les aus (ZEPA) el 2005; posteriorment va ser ampliat com a espai Natura 2000 mitjançant l'Acord del Govern 112/2006, de 5 de setembre, que va aprovar la xarxa Natura 2000 a Catalunya. Mitjançant el Pla especial se'n va fer la delimitació definitiva. Aquest Pla complementa el règim normatiu bàsic de protecció establert pel PEIN amb determinacions específiques per a aquest Espai.